# Hubert Barbier
Hubert Marie Pierre Dominique Barbier (La Chaize-le-Vicomte, 4 agosto 1932) è un arcivescovo cattolico francese, dall'11 settembre 2007 arcivescovo emerito di Bourges.

## Biografia
È nato il 4 agosto 1932 a La Chaize-le-Vicomte.

### Formazione e ministero sacerdotale
Ha studiato nel seminario di Issy-les-Moulineaux, proseguendo poi la sua formazione presso il Pontificio Seminario Francese di Roma. Si è laureato poi in teologia e diritto canonico presso la Pontificia Università Gregoriana.
Ordinato presbitero il 18 settembre 1955 per la diocesi di Luçon, è stato nominato cappellano dei giovani studenti cristiani, divenendo poi direttore del segretariato sociale della Vandea fino al 1970, quando ha assunto l'incarico di vicario episcopale, poi delegato diocesano per l'apostolato dei laici dal 1970 al 1974, arcidiacono di Haut-Bocage dal 1974 al 1980 e infine vicario generale della diocesi di Luçon dal 1978.

### Ministero episcopale
Il 6 ottobre 1980 papa Giovanni Paolo II lo ha nominato vescovo titolare di Noba e ausiliare di Annecy. Ha ricevuto l'ordinazione episcopale il 13 dicembre dello stesso anno dalle mani del vescovo Charles-Auguste-Marie Paty, vescovo di Luçon, co-consacranti i vescovi Jean-Baptiste-Étienne Sauvage, vescovo di Annecy, e Jean-Charles Thomas, vescovo di Ajaccio.
Quattro anni più tardi, il 23 maggio 1984, è stato nominato vescovo di Annecy, insediandosi il 17 giugno successivo. Ha trasferito la sede del vescovado al Castello di Trésum.
Il 25 aprile 2000 lo stesso papa lo ha nominato arcivescovo metropolita di Bourges; ha preso possesso dell'arcidiocesi il 12 giugno 2000 nella cattedrale di Bourges. Il 30 giugno 2000 ha ricevuto il pallio dalle mani di Giovanni Paolo II a Roma.
L'11 settembre 2007 papa Benedetto XVI ha accolto la sua rinuncia per raggiunti limiti d'età.

## Genealogia episcopale e successione apostolica
La genealogia episcopale è:
- Cardinale Guillaume d'Estouteville, O.S.B.Clun.
- Papa Sisto IV
- Papa Giulio II
- Cardinale Raffaele Sansoni Riario della Rovere
- Papa Leone X
- Papa Paolo III
- Cardinale Francesco Pisani
- Cardinale Alfonso Gesualdo di Conza
- Papa Clemente VIII
- Cardinale Pietro Aldobrandini
- Cardinale Laudivio Zacchia
- Cardinale Antonio Barberini, O.F.M.Cap.
- Cardinale Nicolò Guidi di Bagno
- Arcivescovo François de Harlay de Champvallon
- Cardinale Louis-Antoine de Noailles
- Vescovo Jean-François Salgues de Valderies de Lescure
- Arcivescovo Louis-Jacques Chapt de Rastignac
- Arcivescovo Christophe de Beaumont du Repaire
- Cardinale César-Guillaume de la Luzerne
- Arcivescovo Gabriel Cortois de Pressigny
- Arcivescovo Hyacinthe-Louis de Quélen
- Vescovo Louis-Charles Féron
- Vescovo Pierre-Alfred Grimardias
- Cardinale Guillaume-Marie-Romain Sourrieu
- Cardinale Léon-Adolphe Amette
- Arcivescovo Benjamin-Octave Roland-Gosselin
- Cardinale Paul-Marie-André Richaud
- Cardinale Paul Joseph Marie Gouyon
- Vescovo Charles-Auguste-Marie Paty
- Arcivescovo Hubert Marie Perre Dominique Barbier

La successione apostolica è:
- Vescovo Jean-Christophe André Robert Lagleize (2002)